# Liste der Baudenkmäler in Neustadt bei Coburg
Auf dieser Seite sind die Baudenkmäler in der oberfränkischen Großen Kreisstadt Neustadt bei Coburg zusammengestellt. Diese Tabelle ist eine Teilliste der Liste der Baudenkmäler in Bayern. Grundlage ist die Bayerische Denkmalliste, die auf Basis des Bayerischen Denkmalschutzgesetzes vom 1. Oktober 1973 erstmals erstellt wurde und seither durch das Bayerische Landesamt für Denkmalpflege geführt wird. Die folgenden Angaben ersetzen nicht die rechtsverbindliche Auskunft der Denkmalschutzbehörde.

## Ensembles

### Ensemble Marktplatz

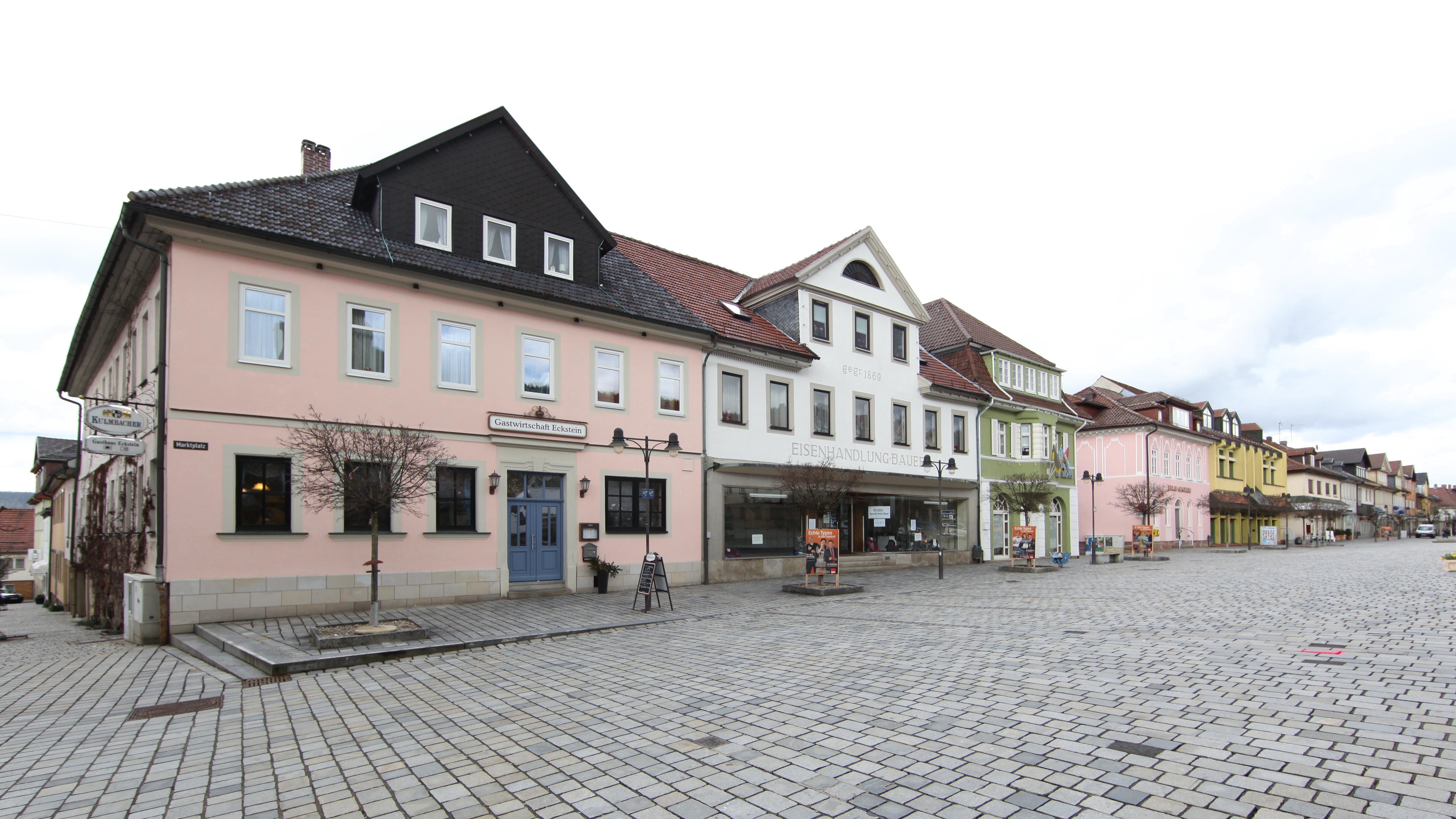
Nordwestliche Seite des Marktplatzes

Die im 13. Jahrhundert erstmals erwähnte Stadt, am Westhang des Mupperg gelegen, hat infolge von Stadtbränden fast vollständig ihre vor dem 19. Jahrhundert entstandenen historischen Bauten verloren. Zuletzt vernichtete der Stadtbrand von 1839 das gesamte Zentrum um den Marktplatz und Pfarrkirche. Der Wiederaufbau, der im Januar 1840 durch eine Verordnung samt Bauplan der herzoglichen Landesregierung in Coburg geregelt wurde, führte, obwohl hier vor allem praktische Bestimmungen gegeben wurden, auch in städtebaulicher und architektonischer Sicht zu einer heute noch wirksamen Lösung. Beim Wiederaufbau wurde der Marktplatz zu einem nahezu regelmäßigen Rechteck umgestaltet und der Zugang zur Pfarrkirche freigelegt. Auch die umliegenden Straßen wurden regelmäßig und auf das Marktplatzzentrum bezogen, so bildet die Kirchgasse nunmehr eine Blickschneise zur Pfarrkirche. Die Pfarrkirche erhielt nach Entwürfen von Karl Alexander von Heideloff eine auf den Marktplatz bezogene neugotische Gestalt. Die Privatbauten wurden nach den "Regeln der Baukunst" in klassizierendbiedermeierlicher Form aufgebaut, zumeist zweigeschossige Traufseithäuser, von Zwerchhäusern mit Dreiecksgiebeln zur "Vermeidung ermüdender Einförmigkeit" akzentuiert. Außer dem architektonisch gleichartigen aber bereits 1833 errichteten Schulhaus (Glockenberg 1) entspricht die Ausdehnung des Ensembles der Brandstätte, in diesem Bereich ist der Charakter des Wiederaufbaus im Wesentlichen bewahrt. Als Fremdkörper ist der Rathausneubau vom Ensemble ausgeschlossen. Aktennummer: E-4-73-151-1.

### Ensemble Bahnhofsviertel

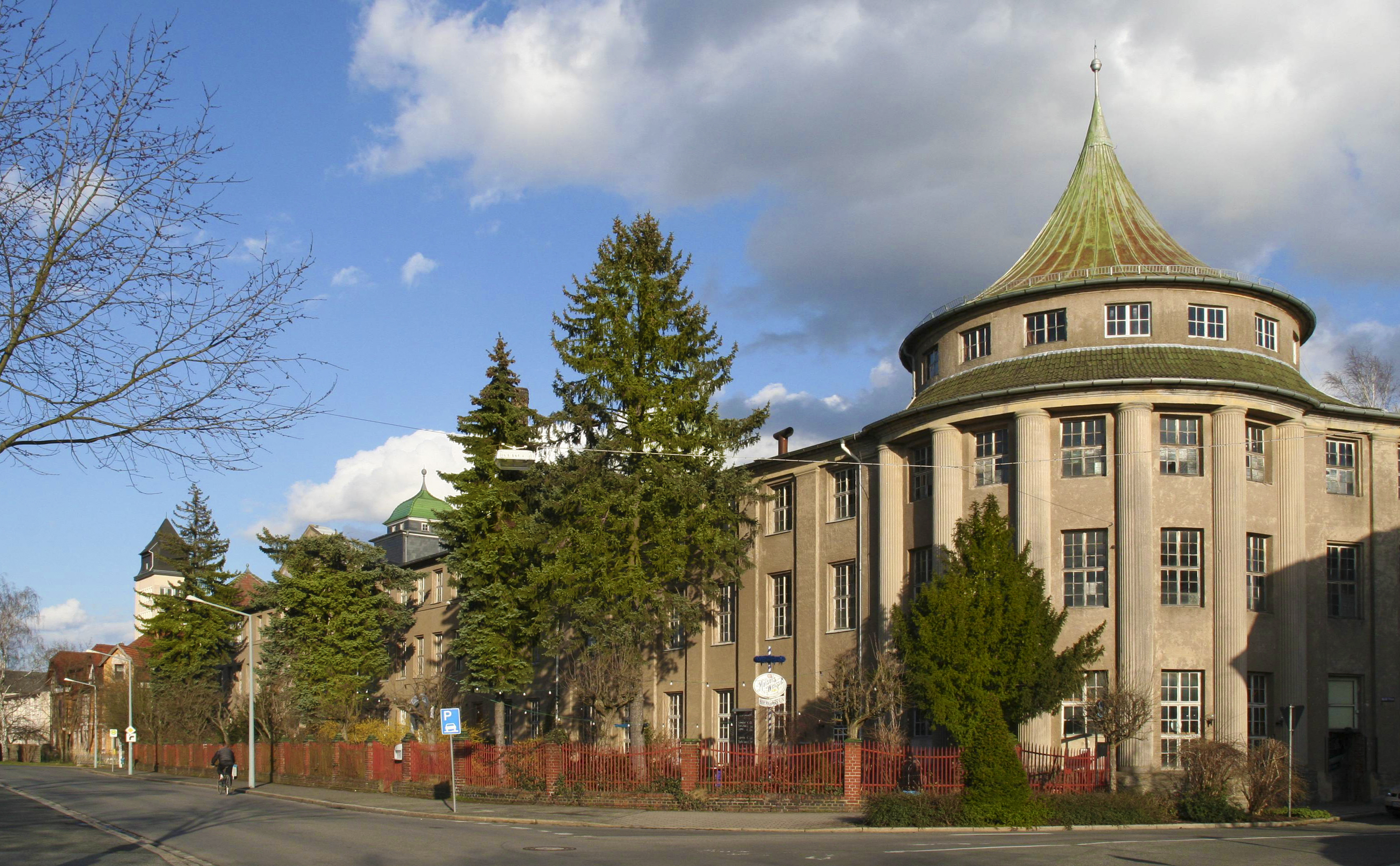
Fabrik am Bahnhof

Mit dem Anschluss Neustadts an die Bahnstrecke Coburg–Sonneberg im Jahre 1858 wurde nördlich des Altortes die Voraussetzung für eine Stadterweiterung geschaffen. Zwischen dem Altort und dem Bahnhof entstand seit den 1880er Jahren ein gehobenes Stadtquartier auf einem geradlinigen Straßensystem. Zwei leicht zum Bahnhof hin ansteigende Hauptachsen, die Marienstraße und die Bahnhofstraße werden von der Goethe-, der Dr.-Martin-Luther- und der Friedrichstraße verbunden bzw. gequert. Die Bebauung des Quartiers wurde bis etwa 1925 im Wesentlichen abgeschlossen. In ihm spiegeln sich einerseits der wirtschaftliche Aufschwung der Stadt namentlich der Spielwarenindustrie wider, andererseits die stilistische Vielfalt dieser Zeit vom Spätklassizismus, Historismus über den Jugendstil bis zum Heimatstil. Die Bahnhofstraße wird geprägt von villenartig zwei- bis dreigeschossigen Einzelhäusern mit eingefriedeten Vorgärten. Die offene Bebauung findet ihren städtebaulichen Höhepunkt gegenüber dem Bahnhof in den zwei großen Spielwarenfabriken mit entsprechenden Fabrikvillen. Die Fabrikanlagen treten mit ihren repräsentativen Fabrikbauten wahrzeichenhaft in Erscheinung; hervorzuheben ist hierbei der Wasserturm bei der Bahnhofstraße 30. Die Marienstraße führt vom Bahnhofsvorfeld direkt zur Altstadt und steht in Sichtbeziehung zur Hauptkirche St. Georg. Die Bebauung zeigt – wie auch die Querstraßen – vor allem Mietswohnhäuser des Historismus und des Jugendstils, oft in Sichtziegelmauerwerk. Sie sind gekennzeichnet durch Zwerchhäuser mit aufwändig dekorierten Ziergiebeln zur Straße hin. Eine Baumreihe in der Marienstraße erinnert an die ehemaligen Alleen in den Hauptachsen des Quartiers. Aktennummer: E-4-73-151-2.

### Ensemble Siedlung Nord
Die „Siedlung Nord“ liegt rund 1 km Luftlinie im Nordosten der Altstadt; sie entstand zwischen 1922/26 wohl nach Plänen des Architekten Walter Buchholz aus Sonneberg und bildet in ihrer stadtplanerischen Anlage und binnen kurzer Zeit von zehn Jahren entstandenen, äußerlich unversehrt erhaltenen Anlage ein eindrückliches Straße- und Platzbild-Ensemble der 1920er Jahre. Bauherr war die 1922 infolge der allgemein großen Wohnungsnot nach Ende des Ersten Weltkriegs gegründete Gemeinnützige Wohnungsbaugenossenschaft, die hier, im Zwickel von Wildenheider und Sonneberger Straße ihr erstes Bauprojekt realisierte. Die Bebauung in Form von Mehrfamilienhäusern entwickelt sich entlang der im Dreieck sich kreuzenden Schaumberg- und Heimstättenstraße; sie besteht mehrheitlich aus lang gestreckten, zweigeschossigen und durchgängig traufständigen Walmdachbauten mit Putzfassaden, die sich auf der Nordseite, verbunden durch etwas niedrigere, leicht eingerückte Durchfahrtsbauten mit getreppten Vorschussgiebeln, als geschlossene Reihe mit mittig spitz übergiebelten Gauben- und zentrierten, schmalen Fensterreihen sowie über Eck gruppierten Fenstern und dezenter Gesimsgliederung präsentieren. Gärtnerisch ursprünglich zur Selbstversorgung genutzte Grünflächen schließen rückwärts an. Hinzu kommen Vorgärten. Der südliche Bereich der Anlage ist in offener Bauweise konzipiert, wobei sich die Häuser in Gruppen um einen Innenhof ebenfalls mit gärtnerischen Grünflächen formieren. Ein- bis zweigeschossige Anbauten, runde wie polygonale Erker und Erkertürmchen sowie Gauben und Zwerchhäuser setzen hier auflockernde Akzente. Die Formensprache der Bebauung dokumentiert den Übergang vom barockisierenden Heimatstil zur sachlichen Moderne. Demgemäß wiederholt der kleine Platz vor dem Doppelwohnhaus Heimsättenstraße 1/Schaumbergstraße 2 im Süden durch den spitzwinkligen Zusammenlauf der Straßen das den Entwurf übergeordnet leitende Dreiecksmotiv. Dieses prägt sowohl den Grundriss der Siedlung wie auch den Aufriss der Häuser u. a. in Form spitzgiebeliger Gaubendächer und dreieckiger Fensterbedachungen und bezeugt die Modernität der Gestaltungslösung im Stil des Expressionismus. Aktennummer: E-4-73-151-3.

## Baudenkmäler nach Gemeindeteilen

### Neustadt
| Lage                                                          | Objekt                                        | Beschreibung | Akten-Nr.      | Bild                                          |
| ------------------------------------------------------------- | --------------------------------------------- | --- | -------------- | --------------------------------------------- |
| Am Moos 1, 1 a, 1 b (Standort)                                | Pfarrzentrum                                  | Pfarrzentrum mit katholischer Pfarrkirche Verklärung Christi, Zentralbau über quadratischem Grundriss mit 16 Meter hoch aufragendem, kegelförmigen Faltdach mit Kupferverblechung, Betonbau mit Sichtziegelverblendung, von Josef Rauschen, 1969; mit Ausstattung | D-4-73-151-145 | weitere Bilder                                |
| Bahnhofstraße 15 (Standort)                                   | Eckhaus                                       | Zweigeschossiges Neurenaissance-Eckhaus, Klinkerbau mit ornamentaler Malerei, 1896 von Gustav Keßler. | D-4-73-151-2   | weitere Bilder                                |
| Bahnhofstraße 17 (Standort)                                   | Wohnhaus                                      | Villenartiges spätklassizistisches dreigeschossiges Wohnhaus, 1870, Aufstockung 1922–1923. | D-4-73-151-3   | Wohnhaus                                      |
| Bahnhofstraße 19 (Standort)                                   | Wohnhaus mit zugehöriger Fabrikanlage         | Neuklassizistisches Wohnhaus mit zugehöriger Fabrikanlage, kolossale Halbsäulengliederungen, um 1910. | D-4-73-151-4   | Wohnhaus mit zugehöriger Fabrikanlage         |
| Bahnhofstraße 30 a (Standort)                                 | Wohnhaus                                      | Zweigeschossiges malerisches Wohnhaus mit Schopfwalmdach, Klinkerbau mit Fachwerk, Putzdekor in Eingangsloggia, 1907 von Gustav Keßler. | D-4-73-151-5   | Wohnhaus                                      |
| Bergstraße 1 a (Standort)                                     | Wohnhaus mit Eckturm                          | Zweigeschossiges Wohnhaus mit Schopfwalmdach und Eckturm, eingesetzte Dekorstreifen in der Art der italienischen Renaissance, bez. 1889, Entwurf von Bernhard Bosecker. | D-4-73-151-6   | Wohnhaus mit Eckturm                          |
| Coburger Straße 12 a, 12 b (Standort)                         | Wohnhaus mit Zwerchhaus                       | Zweigeschossiges Wohnhaus mit Walmdach und Zwerchhaus, Verschieferung, bez. 1829. | D-4-73-151-7   | Wohnhaus mit Zwerchhaus                       |
| Coburger Straße 17 a (Standort)                               | Jugendstilhaus                                | Zweigeschossiges Jugendstil-Eckhaus mit Erkertürmchen, Ziergiebel, Zwerchgiebel und Eingangsloggia, Klinkerbau,1904 von Bernhard Bosecker, bez. 1906. | D-4-73-151-8   | Jugendstilhaus                                |
| Coburger Straße 34 (Standort)                                 | Klinkerbau                                    | Zweigeschossiger Walmdachbau mit Mittelrisalit und Neurenaissancedekor, Klinkerbau, 1886 von Bernhard Bosecker. | D-4-73-151-9   | Klinkerbau                                    |
| Dr.-Martin-Luther-Straße 12 (Standort)                        | Blankziegelbau                                | Zweigeschossiger Blankziegelbau mit Satteldach und Zwerchhaus, historisierend, 1905–1906. | D-4-73-151-82  | Blankziegelbau                                |
| Eisfelder Straße (Standort)                                   | Stadtwaage                                    | Stadtwaage, verputzter Walmdachbau, bez. 1926. | D-4-73-151-81  | Stadtwaage                                    |
| Eisfelder Straße 3, 3 a (Standort)                            | Auferstehungskirche                           | Evangelisch-lutherische Friedhofskirche (Auferstehungskirche), rechteckiger Saalbau mit Dachreiter, im Ansbacher Markgrafenstil, 1755–1756 von Johann Georg Heinrich König; mit Ausstattung; Friedhof mit alten Grabsteinen (u. a. Grabmal Louis Möller mit glasierter Figurengruppe, 1903, und Grabmal Rosa Mauer, mit expressionistischer Stele, um 1925, beide von Edmund Moeller); Leichenhaus, Sandsteinquaderbau mit Pilastergliederung und übergiebeltem Portalrisalit, 1896; alte Ummauerung und ehemalige Selbstmörderpforte, zahlreiche eingemauerte Grabsteine verschiedener Jahrhundert, Hauptportal modern ergänzt, bez. 1570, 1737 und 1908.  | D-4-73-151-10  | weitere Bilder                                |
| Eisfelder Straße 18 a (Standort)                              | Forstamt                                      | Ehemaliges Forstamt, zweigeschossiges Mansardwalmdachhaus, Lisenengliederung, Heimatstil, 1921 von Chr. Friedrich. | D-4-73-151-80  | Forstamt                                      |
| Eisfelder Straße 19 (Standort)                                | Villa                                         | Malerische zweigeschossige Villa mit Turm, Neurenaissance, 1896 nach Plänen von Gustav Keßler. | D-4-73-151-11  | Villa                                         |
| Eisfelder Straße 21 b (Standort)                              | Wohnhaus                                      | Zweigeschossiges Wohnhaus, mit Krüppelwalmen, Mittelrisalit mit Fachwerkerker, Ziegel- und Putzgliederung, bez. 1910. | D-4-73-151-79  | Wohnhaus                                      |
| Ernststraße 2 (Standort)                                      | Eckhaus                                       | Zweigeschossiges Eckhaus mit Satteldächern und Freitreppe, um 1840; vgl. Ensemble Marktplatz. | D-4-73-151-12  | Eckhaus                                       |
| Ernststraße 4 (Standort)                                      | Wohnhaus                                      | Wohnhaus, spätklassizistisches zweigeschossiges Eckhaus mit Satteldächern und Freitreppe, 1840, Fassade 1920 verändert; vgl. Ensemble Marktplatz. | D-4-73-151-13  | Wohnhaus                                      |
| Ernststraße 6 (Standort)                                      | Biedermeierhaus                               | Zweigeschossiges Biedermeierhaus mit Zwerchhäusern in Ecklage,Obergeschoss verschiefert, 2. Hälfte 19. Jahrhundert; vgl. Ensemble Marktplatz. | D-4-73-151-14  | Biedermeierhaus                               |
| Ernststraße 10 a, 10 b (Standort)                             | Biedermeierhaus                               | Zweigeschossiges Biedermeierhaus mit Zwerchhaus und Freitreppe, Haustür gotisierender Spätklassizismus, Mitte 19. Jahrhundert; vgl. Ensemble Marktplatz. | D-4-73-151-16  | Biedermeierhaus                               |
| Ernststraße 20 (Standort)                                     | Spätklassizistisches Walmdachhaus             | Spätklassizistisches zweigeschossiges Walmdachhaus, Mitte 19. Jahrhundert; vgl. Ensemble Marktplatz. | D-4-73-151-18  | Spätklassizistisches Walmdachhaus             |
| Ernststraße 23 a (Standort)                                   | Ehemaliges Amtsgerichtgebäude                 | Ehemaliges Amtsgerichtsgebäude, heute Polizeigebäude, neuklassizistischer zweigeschossiger Mansarddachbau mit Mittelrisalit, Jugendstilfenster, 1912–1913. | D-4-73-151-19  | Ehemaliges Amtsgerichtgebäude                 |
| Gabelsbergerstraße 1 (Standort)                               | "Villa Elise"                                 | "Villa Elise", zweigeschossiges Wohnhaus mit Pyramidendach, Ziergiebeln, Auslucht und Loggia, 1913–1914; Terrassengarten mit Einfriedung. | D-4-73-151-73  | "Villa Elise"                                 |
| Gabelsbergerstraße 2 (Standort)                               | Pfarrhaus                                     | ehemalige "Villa Rosalie", heute Pfarrhaus, zweigeschossiges Wohnhaus mit Pyramidendach, Lauben und Erker, 1914–1917. | D-4-73-151-89  | Pfarrhaus                                     |
| Gabelsbergerstraße 2 a (Standort)                             | Katholische Kapelle St. Ottilie               | Saalbau mit halbrundem eingezogenem Chor und Giebelreiter, 1930 von Georg Holzbauer/München; mit Ausstattung | D-4-73-151-74  | weitere Bilder                                |
| Gabelsbergerstraße 4 (Standort)                               | Herrschaftliches Wohnhaus                     | Zweigeschossiger Walmdachbau mit Treppenhausturm und Ziergiebel, 1922–1923 von Franz Boxberger und Ernst Herbart/Sonneberg. | D-4-73-151-75  | Herrschaftliches Wohnhaus                     |
| Glockenberg 1 (Standort)                                      | Glockenbergschule                             | Stattlicher zweigeschossiger Biedermeierbau mit Walmdach und Zwerchhäusern, Freitreppe, 1831–1832 (bez. 1833); vgl. Ensemble Marktplatz. | D-4-73-151-21  | Glockenbergschule                             |
| Goethestraße 9 (Standort)                                     | Jugendstilhaus                                | Zweigeschossiges Eckhaus mit Jugendstilformen, Klinkerbau, 1904 (bez. 1906). | D-4-73-151-22  | Jugendstilhaus                                |
| Heimstättenstraße (Standort)                                  | Schaumberger Denkmal                          | Den Obelisk mit Reliefbildnis von Heinrich Schaumberger entwarf der Neustädter Zeichenlehrer und Direktor der Herzoglichen Industrie- und Gewerbeschule Max Derra. Am 23. Mai 1899 wurde das Ehrenmal enthüllt. | D-4-73-151-40  | Schaumberger Denkmal                          |
| Hermann-Löns-Weg 1 (Standort)                                 | Gaststätte Grüntal                            | eingeschossiger Jugendstilbau mit Ziergiebel, bez. 1909. | D-4-73-151-23  | Gaststätte Grüntal                            |
| Heubischer Straße (nahe der Ernst-Bergmann-Straße) (Standort) | Steinbank                                     | Sandstein, 1764 | D-4-73-151-51  | Steinbank                                     |
| Heubischer Straße 10 (Standort)                               | Ehemaliger Gasthof zum Roten Ochsen           | zweigeschossiger Satteldachbau, verputztes Fachwerkobergeschoss, Hofeinfahrt, 18. Jahrhundert | D-4-73-151-25  | Ehemaliger Gasthof zum Roten Ochsen           |
| Heubischer Straße 16 (Standort)                               | Satteldachbau                                 | Ehemaliges Stadtschloss der Herren von Birkig, zweigeschossiger Satteldachbau mit Hofeinfahrt, 1516–1521; in der Toreinfahrt Reste der Stadtmauer. | D-4-73-151-26  | Satteldachbau                                 |
| Heubischer Straße 30 (Standort)                               | Schulgebäude                                  | Dreigeschossiger Walmdachbau mit Mittelrisalite, im Kern klassizisierender Bau von 1879 bis 1880 nach Plänen des Zimmermeisters Fritz Müller, Erweiterung 1896–1897, 1906–1907 aufgestockt und erweitert in Jugendstilformen. | D-4-73-151-27  | Schulgebäude                                  |
| Ketschenbacher Straße 4 (Standort)                            | Biedermeierhaus                               | Zweigeschossiges Biedermeierhaus mit Satteldach und Zwerchhaus, Obergeschoss verschiefert, um 1830. | D-4-73-151-28  | Biedermeierhaus                               |
| Marienstraße 1, 3 (Standort)                                  | Doppelwohnhaus                                | Zweigeschossiges Doppelwohnhaus, historisierend, gelber Klinkerbau mit Erkern und Zwerchgiebeln, 1909. | D-4-73-151-84  | Doppelwohnhaus                                |
| Marienstraße 2 (Standort)                                     | Jugendstilhaus                                | Villenartiges zweigeschossiges Jugendstilhaus mit Mansarddach in Ecklage, 1910 von Bernhard Bosecker; mit Ausstattung. | D-4-73-151-30  | Jugendstilhaus                                |
| Marienstraße 8 (Standort)                                     | Jugendstil-Eckhaus                            | Zweigeschossiges Eckhaus im späten Jugendstil, bez. 1911, von Bernhard Bosecker. | D-4-73-151-31  | Jugendstil-Eckhaus                            |
| Marienstraße 12 (Standort)                                    | Jugendstil-Eckhaus                            | Zweigeschossiges Jugendstil-Eckhaus mit Ziergiebeln, 1911–1912. | D-4-73-151-32  | Jugendstil-Eckhaus                            |
| Marienstraße 14 (Standort)                                    | Blankziegelbau                                | Zweigeschossiger Blankziegelbau mit Mittelrisalit, historisierend, 1901 | D-4-73-151-85  | Blankziegelbau                                |
| Marktplatz 2 (Standort)                                       | Biedermeierhaus                               | Zweigeschossiges Biedermeierhaus mit Satteldach, Zwerchhaus mit Dreiecksgiebel, um 1840. | D-4-73-151-33  | Biedermeierhaus                               |
| Marktplatz 7 (Standort)                                       | Biedermeierlicher Baukomplex                  | Biedermeierlicher zweigeschossiger Baukomplex in Ecklage mit Zwerchhäusern, um 1840, entstellender Ladeneinbau. | D-4-73-151-34  | Biedermeierlicher Baukomplex                  |
| Marktplatz 8 (Standort)                                       | Biedermeierhaus                               | Zweigeschossiges Biedermeierhaus mit Satteldach, Rundbogenfenstergruppe, Zwerchhaus, um 1840. | D-4-73-151-35  | Biedermeierhaus                               |
| Marktplatz 11 (Standort)                                      | Biedermeierhaus                               | Dreigeschossiges Biedermeierhaus mit Satteldach, Erdgeschoss Sandstein mit Rundbogenöffnungen, um 1840. | D-4-73-151-36  | Biedermeierhaus                               |
| Marktplatz 13 (Standort)                                      | Ehemaliges Evangelisch-lutherisches Pfarrhaus | Zweigeschossiges Biedermeierhaus mit Walmdach und Zwerchhaus, um 1840. | D-4-73-151-37  | Ehemaliges Evangelisch-lutherisches Pfarrhaus |
| Marktplatz 14 (Standort)                                      | Evangelisch-lutherische Pfarrkirche St. Georg | Stadtkirche, im Kern spätgotischer Bau des frühen 16. Jahrhunderts (bez. 1507), nach Brand 1839 von Karl Alexander von Heideloff mit Westturm 1846–1848 neugotisch neugebaut; mit Ausstattung; südlich Mauerzug der ehemaligen Kirchhofmauer sowie Kellergewölbe. | D-4-73-151-38  | weitere Bilder                                |
| Mühlgraben 4 (Standort)                                       | Burgturm                                      | Zweigeschossiges Satteldachhaus, 1620 von Herzog Johann Casimir als Münzhaus errichtet, im Kern mittelalterlicher Burgturm, modern verkleidet. | D-4-73-151-39  | Burgturm                                      |
| Muppberg (Standort)                                           | Prinzregententurm                             | Zum Gedächtnis an die Regierungszeit des Erbprinzen Ernst zu Hohenlohe-Langenburg wurde der 28 Meter hohe Aussichtsturm auf dem Muppberg zwischen den Jahren 1904 und 1905 errichtet. Der Rundturm aus Sandstein in Jugendstilformen hat ein Sockelgeschoss mit Reliefs des Bildhauers Emil Bunzel nach Vorlagen von Max Derra, die den Prinzregenten Ernst zu Hohenlohe-Langenburg auf der Westseite, den Herzog Ernst II. auf der Ostseite, den Herzog Alfred auf der Nordseite und den Herzog Carl Eduard auf der Südseite darstellen. Die Bauausführung hatte der Maurermeister Bernhard Bosecker. Der Entwurf stammte von dessen Sohn Julius Bosecker. | D-4-73-151-50  | Prinzregententurm                             |
| Muppberg; Silbergrube (Standort)                              | Wasserwerk                                    | Ehemaliges Wasserwerk, in klassizisierendem Jugendstil, bez. 1920; auf dem Muppberg. | D-4-73-151-77  | Wasserwerk                                    |
| Kapelle; grünes Tal, Muppberg-Süd (Standort)                  | Forststein                                    | Sandstein, bez. 1606; am Waldweg Muppberg-Süd, 1000 m westsüdwestlich Bergmühle. | D-4-73-151-146 | Forststein                                    |
| Neustadter Heide; 150 m südwestlich Punkt 353,0 (Standort)    | Forststein                                    | Sandstein, bez. 1606; 150 m südwestlich Punkt 353,0. | D-4-73-151-53  | Forststein                                    |
| Nordrand der Neustadter Heide, bei Punkt 353,0 (Standort)     | Forststein                                    | Sandstein, bez. 1606, bei Punkt 353,0; am Nordrand der Neustadter Heide; am Birkiger Wegäcker. | D-4-73-151-52  | Forststein                                    |
| Pertschenteiche ()                                            | Forststein                                    | Sandstein, bez. 1606; am rechten Straßenrand nach Ebersdorf bei Neustadt bei Abzweigung zu Sportplatz | D-0-00-000-25  |                                               |
| Schützenplatz 2 (Standort)                                    | Klinkerbau                                    | Zweigeschossiger Klinkerbau mit Krüppelwalmdach und Mittelrisalit, Neurenaissancedekor, 1886 von Bernhard Bosecker. | D-4-73-151-41  | Klinkerbau                                    |
| Schützenplatz 3 (Standort)                                    | Klinkerbau                                    | Zweigeschossiger Klinkerbau mit Krüppelwalmdach und Mittelrisalit, Neurenaissancedekor, Holzveranda, 1887–1888 von Bernhard Bosecker. | D-4-73-151-42  | Klinkerbau                                    |
| Sonneberger Straße 2 (Standort)                               | Walmdachhaus                                  | Zweigeschossiges Walmdachhaus, Obergeschoss verschiefert, Mitte 19. Jahrhundert; vgl. Ensemble Marktplatz. | D-4-73-151-43  | Walmdachhaus                                  |
| Steinweg 7 (Standort)                                         | Ehemalige Lebküchlerey Förster                | zweigeschossiges Biedermeierhaus, Mittelrisalit und Zwerchhaus mit Dreiecksgiebel, um 1840; vgl. Ensemble Marktplatz. | D-4-73-151-45  | Ehemalige Lebküchlerey Förster                |
| Steinweg 9 (Standort)                                         | Biedermeierhaus                               | Zweigeschossiges Biedermeierhaus, Zwerchhaus mit Dreiecksgiebel, um 1840; vgl. Ensemble Marktplatz. | D-4-73-151-46  | Biedermeierhaus                               |
| Steinweg 10 (Standort)                                        | Stattliches Haus                              | Stattliches zweigeschossiges Haus in Ecklage, im Kern wohl Mitte 19. Jahrhundert, um 1870 spätklassizistische Fassadengestaltung; vgl. Ensemble Marktplatz. | D-4-73-151-47  | Stattliches Haus                              |

### Birkig
| Lage                               | Objekt    | Beschreibung                                                                    | Akten-Nr.     | Bild      |
| ---------------------------------- | --------- | ------------------------------------------------------------------------------- | ------------- | --------- |
| Wellmersdorfer Straße 1 (Standort) | Rittergut | Ehemaliges Rittergut, stattlicher zweigeschossiger Walmdachbau, 18. Jahrhundert | D-4-73-151-61 | Rittergut |

### Boderndorf
| Lage                              | Objekt       | Beschreibung                                                                                 | Akten-Nr.     | Bild         |
| --------------------------------- | ------------ | -------------------------------------------------------------------------------------------- | ------------- | ------------ |
| Boderndorfer Straße 16 (Standort) | Fachwerkhaus | Zweigeschossiges Fachwerkhaus mit Hochlaube, spätes 18. Jahrhundert (modern bezeichnet 1781) | D-4-73-151-78 | Fachwerkhaus |

### Brüx
| Lage                                                                          | Objekt      | Beschreibung                                                          | Akten-Nr.     | Bild        |
| ----------------------------------------------------------------------------- | ----------- | --------------------------------------------------------------------- | ------------- | ----------- |
| entlang der Grenze nach Thüringen (Standort)                                  | Grenzsteine | Grenzsteine der Herzogtümer Sachsen-Coburg und Sachsen-Meiningen 1845 | D-4-73-151-59 | Grenzsteine |
| im Forstbezirk "Kaltenbrunn" am Waldweg 250 m westnordwestlich Punkt 427,7 () | Jagdstein   | Jagdstein, bezeichnet 1740 (kleiner Jagdhornstein).                   | D-4-73-151-56 |             |
| 300 m ostwärts der Wegspinne am Südrand der Müß ()                            | Jagdstein   | Jagdstein, bezeichnet 1740.                                           | D-4-73-151-54 |             |
| ca. 250 m nordwestlich vorherigem ()                                          | Jagdstein   | Jagdstein, bezeichnet 1757.                                           | D-4-73-151-57 |             |
| an der Weggabel am Fuß der Klinge, 1000 m südwestlich Meilschnitz (Standort)  | Jagdstein   | Jagdstein, bezeichnet 1740.                                           | D-4-73-151-58 | Jagdstein   |
| am Waldweg 250 m ostnordostwärts Punkt 491,2 (Standort)                       | Jagdstein   | Jagdstein, bezeichnet 1740 (großer Jagdhornstein).                    | D-4-73-151-55 | Jagdstein   |

### Fechheim
| Lage                     | Objekt         | Beschreibung                                                                                     | Akten-Nr.     | Bild           |
| ------------------------ | -------------- | ------------------------------------------------------------------------------------------------ | ------------- | -------------- |
| Hauptstraße 5 (Standort) | Michaelskirche | Kirchhaus von 1703 (bezeichnet) mit im Kern romanischem Turm und gotischem Chor; mit Ausstattung | D-4-73-151-62 | Michaelskirche |

### Fürth am Berg
| Lage                    | Objekt    | Beschreibung | Akten-Nr.     | Bild      |
| ----------------------- | --------- | --- | ------------- | --------- |
| Fürther Berg (Standort) | Burgruine | Keller und Mauerreste der 1317 erstmals erwähnten, Ende des 17. Jahrhunderts aufgegebenen bambergischen Amtsburg. | D-4-73-151-63 | Burgruine |

### Höhn
| Lage                                  | Objekt      | Beschreibung | Akten-Nr.     | Bild           |
| ------------------------------------- | ----------- | --- | ------------- | -------------- |
| Brüxer Straße 7 (Standort)            | Bergkirche  | Evangelisch-lutherische Filialkirche, historisierender Bau, 1909/10 von Baurat Artur Philibert; mit Ausstattung | D-4-73-151-64 | weitere Bilder |
| Steine in der Nähe des Steinbruchs () | zwei Steine | zwei hohe Steine mit Waldhörnern                                                                                | D-4-73-151-65 |                |

### Meilschnitz
| Lage                                                      | Objekt        | Beschreibung | Akten-Nr.     | Bild          |
| --------------------------------------------------------- | ------------- | --- | ------------- | ------------- |
| am Grenzübergang Richtung Effelder (Thüringen) (Standort) | Krummer Stein | Der Sandsteinfindling "krummer Stein" wurde 1378 erstmals in einer Grenzbeschreibung erwähnt. Er war ein natürliches Grenzzeichen zwischen dem Schaumbergischen Amt Schalkau und dem Hennebergisch-Meißnischen Amt Neustadt auf der Heide. Später markierte er die Grenze zwischen dem Herzogtum Sachsen-Meiningen und dem Herzogtum Sachsen-Coburg, danach zwischen Thüringen und Bayern sowie von 1949 bis 1990 zwischen der DDR und der BR Deutschland. | D-4-73-151-66 | Krummer Stein |
| in der Gemarkung an der jetzigen Grenze zu Thüringen ()   | Grenzsteine   | der Herzogtümer Sachsen-Coburg und Sachsen-Meiningen, 19. Jahrhundert. | D-4-73-151-67 |               |

### Plesten
| Lage                    | Objekt         | Beschreibung                                                                          | Akten-Nr.     | Bild           |
| ----------------------- | -------------- | ------------------------------------------------------------------------------------- | ------------- | -------------- |
| Terrassenweg (Standort) | Tröglesbrunnen | Tröglesbrunnen, Sandstein, bez. 1688, 1842 und 1859; an der Straße nach Fürth am Berg | D-4-73-151-68 | Tröglesbrunnen |

### Thann
| Lage                         | Objekt           | Beschreibung                                                                                             | Akten-Nr.     | Bild             |
| ---------------------------- | ---------------- | --- | ------------- | ---------------- |
| Altes Bauholz (Standort)     | Jagdstein        | Jagdstein, Sandstein, bez. 1740; im Kehlgraben, in der Weggabel 1100 m ostwärts Rüttmannsdorf.           | D-4-73-151-60 | Jagdstein        |
| Thanner Straße 73 (Standort) | Friedhofskapelle | Friedhof mit kleinem Friedhofsgebäude mit Walmdach und Dachreiter, reduzierte Jugendstilformen, um 1910. | D-4-73-151-69 | Friedhofskapelle |

### Wellmersdorf
| Lage                        | Objekt           | Beschreibung | Akten-Nr.     | Bild             |
| --------------------------- | ---------------- | --- | ------------- | ---------------- |
| Kupferbergstraße (Standort) | Gemeindebackhaus | Gemeindebackhaus mit Viehwaage, Sandsteinquaderbau mit Satteldach, Fachwerkgiebel mit Backsteingefachen, um 1840. | D-4-73-151-70 | Gemeindebackhaus |

### Wildenheid
| Lage                         | Objekt                                 | Beschreibung | Akten-Nr.      | Bild                        |
| ---------------------------- | -------------------------------------- | --- | -------------- | --------------------------- |
| Am Schulhof 4, 10 (Standort) | Sogenanntes Unteres Schloss            | Zweigeschossiger Satteldachbau, Obergeschoss und Giebel verschiefert, im Kern 17. Jahrhundert, mit Dachreiter des 19. Jahrhunderts                                                                                    | D-4-73-151-71  | Sogenanntes Unteres Schloss |
| Friedensstraße 16 (Standort) | Evangelisch-lutherische Friedenskirche | Dreischiffiger massiver Satteldachbau, verputzt, Dachreiter und Spitzhelm; eine von 33 entlang der ehemaligen Zonengrenze von der amerikanischen Wooden Church Crusade gestifteten Kirchen, 1955 von Reinhard Claaßen | D-4-73-151-144 | weitere Bilder              |

## Ehemalige Baudenkmäler
In diesem Abschnitt sind Objekte aufgeführt, die früher einmal in der Denkmalliste eingetragen waren, jetzt aber nicht mehr. Objekte, die in anderem Zusammenhang also z. B. als Teil eines Baudenkmals weiter eingetragen sind, sollen hier nicht aufgeführt werden. Aktennummern in diesem Abschnitt sind ehemalige, jetzt nicht mehr gültige Aktennummern.

| Lage                             | Objekt                          | Beschreibung                                                           | Akten-Nr.     | Bild |
| -------------------------------- | ------------------------------- | ---------------------------------------------------------------------- | ------------- | ---- |
| Neustadt Marienstraße (Standort) | Stahlbetonbrücke über die Röden | Einjochige korbbogige Stahlbetonbrücke über die Röden, bezeichnet 1909 | D-4-73-151-83 | BW   |